# Sergej Lusjnikov
Sergej Lusjnikov (ry. Сергей Лушников), rysk bandyspelare, född 29 december 1987.

## Klubbar
- 2006/07 - Dynamo Moskva
- 2005/06 - Stroitel